# Abu-l-Ulà Idrís al-Mamun
Abu-l-Ulà Idrís al-Mamun ibn Yaqub al-Mansur ibn Yússuf ibn Abd-al-Mumin ibn Alí (àrab: أبو العلا إدريس المأمون بن المنصور, Abū l-ʿUlā Idrīs al-Maʾmūn ibn al-Manṣūr), més conegut simplement com a Abu-l-Ulà Idrís al-Mamun, nascut en data aproximada el 1185/1186 a Malàga i germà del setè califa dels almohades Abu-Muhàmmad Abd Al·lah al-Àdil ibn Yaqub al-Mansur, va esdevenir el vuitè califa dels almohades l'any 1227 rivalitzant amb Yahya al-Mútassim. Morí al cap de sis anys, l'any 1233. Era fill de Yaqub al-Mansur i de la princesa andalusina Safiya, filla de l'emir Abd-Al·lah ibn Sad ibn Mardanix

## Govern d'Abu-Muhàmmad Abd Al·lah
De jove fou el lloctinent del seu germà Abu-Muhàmmad Abd Al·lah al-Àdil ibn Yaqub al-Mansur, encapçalant des de les balears una terrible incursió a la costa catalana el 1210 el 1203 amb els estols del Magrib i Al-Andalus, desembarcant i fent molts captius i un gran botí.
Abu-Muhàmmad, fill de Yaqub al-Mansur es va sublevar a Múrsiya i fou proclamat califa el 6 de març del 1224 amb el títol d'al-Àdil, sent reconegut per tot l'Àndalus i Ifríqiya. Poc després nomenà al seu germà, Abu-l-Ulà Idrís al-Mamun ibn al-Mansur, nou governador d'Ixbíliya. El seu antecessor, Abd-Al·lah al-Bayyassí, provocà una revolta a Baeza i cercà el suport de Ferran III de Castella, a qui obrí les portes de la vall del Guadalquivir.
Abu-Muhàmmad Abd Al·lah al-Àdil va ser derrotat per les tropes lleoneses (1224) i va haver de marxar al Marroc sense haver pogut sotmetre al cap rebel Abu-Muhàmmad Abd Al·lah al-Bayyasí. Va deixar a l'Àndalus a Abu-l-Ulà Idrís que va acabar derrotant a al-Bayyassí.

## Rebel·lió contra el seu germà i guerra civil amb Yahya al-Mútassim
El 1226, Abu-l-Ulà al-Mamun Idrís ibn al-Mansur se sublevà contra el seu germà amb 12.000 mercenaris castellans i tot i que el seu nebot Yahya ibn al-Nàssir ibn al-Mansur al-Mútassim també aspirava al califat, s'hi va imposar i fou proclamat califa dels almohades el 15 de setembre. El seu germà Abu-Muhàmmad al-Àdil fou assassinat al Marroc el 4 d'octubre del 1227. Llavors es va revoltar al Llevant andalusí Muhàmmad ibn Yússuf de la poderosa família dels Banu Hud, que es va proclamar emir a Múrcia.

## Conseqüències políticoreligioses
La política aplicada per Abu-l-Ulà Idrís al-Mamun va sembrar la llavor la discòrdia entre els almohades en destruir les bases que havien garantit fins aleshores l'estabilitat relativa de l'imperi: va abolir el consell dels 10 líders de tribus i 40 delegats de tribus; va repudiar la doctrina del mahdí en benefici del sunnisme i en prohibí la menció en els actes d'administració i en les monedes.
En renegar de tot el llegat almohade, i malgrat que el 1230 es revocaren aquestes mesures, la lleialtat dels súbdits davant dels almohades s'estroncà. Així, el seu rival Yahya ibn al-Nàssir al-Mútassim recollia cada cop més partidaris al Marroc on al-Mutassim va passar a controlar el país. Al-Mamun era a l'Àndalus i se sentia aïllat, havent de buscar l'aliança amb Castella que va acceptar donar-li suport amb diverses condicions entre les quals l'entrega de deu fortaleses frontereres i la construcció d'una església a Marraqueix amb llibertat de culte; a canvi va rebre 500 mercenaris cristians amb els quals es va apoderar fàcilment del Marroc entrant a Marraqueix el 1230 després de derrotat pel camí les forces comanades per al-Mutassim. Va complir allò pactat i va construir una església a Marràqueix anomenada capella de Santa Maria, el mateix any 1230 (que va ser destruïda el 1232).
Indignat perquè el makhzum almohade l'havia abandonat va criticar la memòria del mahdi Ibn Túmart i li va negar la seva impecabilitat (isma) i va fer executar un bon nombre de xeics almohades que suposava que l'havien traït. En diversos llocs del Marroc van esclatar revoltes i al-Mutassim va continuar amb la seva lluita i finalment el 1232 entrava a Marràqueix (que fou saquejada i els cristians massacrats i l'església destruïda). Abu-l-Ulà Idrís al-Mamun que en aquell moment estava ocupat en el setge de Ceuta, va tornar cap a la ciutat per recuperar-la, però es va posar malalt i va morir en el camí a la vall del Wadi l-Abid (octubre de 1232).
Després del govern d'Abu-l-Ulà Idrís al-Mamun, l'únic residu almohade fou la província d'Ifríqiya on la dinastia hàfsida prosseguí amb les ensenyances almohades.
Castella i Aragó ja no tenien rival a la península i tan sols restaven una sèrie de petits regnes autònoms (terceres taifes) que caurien poc després, a excepció de l'emirat nassarita de Granada.